# Отступник (фильм, 1987)
«Отсту́пник» — советский художественный фильм, снятый в 1987 году на киностудии «Беларусьфильм» по мотивам романа П. Багряка «Пять президентов».

## Сюжет
Действие происходит в условной западной стране в конце XX — начале XXI века. Главный герой профессор Эдвард Миллер — крупный учёный, перешагнувший однажды пределы допустимого в науке. Он изобрёл фантастическое устройство, способное множить людей — будь то живую копию президента или рядового солдата, исполнителя чужой воли. Когда профессор понял, чем грозит миру это открытие, военный комплекс уже взял его на вооружение. У Миллера оставался единственный выход — уничтожить своё детище. Но сделать это оказалось непросто…

## В ролях
- Григорий Гладий — профессор Эдвард Миллер
- Николай Ерёменко-ст. — Дорон
- Андрей Кашкер — Честер
- Лариса Белогурова — Мария
- Валентина Шендрикова — Эмилия
- Карина Моритц — Линда
- Александр Струнин — президент
- Василий Кравцов — отец Миллера
- Елена Кононенко — мать Миллера

### В эпизодах
М. Жарковский, В. Канцлерис, В. Лебедев, Х. Мандри, И. Мацкевич, В. Мороз, И. Петровский, А. Подобед, В. Солодилов, Е. Тайманова, С. Черкасов

## Съёмочная группа
- Сценарист и режиссёр-постановщик: Валерий Рубинчик
- Оператор-постановщик: Юрий Елхов
- Художник-постановщик: Александр Чертович
- Звукооператор: Виктор Морс
- Художник по костюмам: Э. Семёнова
- Грим: А. Журба
- Режиссёр: В. Ковальчук
- Оператор: Л. Пекарский
- Монтаж: В. Коляденко
- Декораторы: Б. Банк, И. Романовский
- Ассистенты режиссёра: Н. Дроздова, П. Четверенко, В. Толкачиков, Д. Хайтин
- Ассистенты оператора: О. Алексеев, А. Воскресенский
- Ассистент по гриму: И. Мельникова
- Мастер по свету: А. Орлов
- Пиротехник: В. Зимнохо
- Цветоустановщик: Т. Ерхова
- Главный консультант: В. Панин
- Редактор: Р. Романовская
- Административная группа: Г. Бычковский, А. Горянец, П. Глебко, Е. Кузьминов, О. Кожемяко, Т. Петрова
- Директор картины: Владимир Белько

## Совместное производство
- ВО «Совинфильм» (СССР)
- V. Majic KG (ФРГ)
- Studio Hamburg[нем.] (ФРГ)
- Klinkard Film (Австрия)

## Премии и призы
- 1988 — приз Международного кинофестиваля в Каталонии за лучшую:
  - мужскую роль (Григорий Гладий),
  - операторскую работу (Юрий Елхов).